# ابراهیم ساندی
ابراهیم ساندی (انگلیسی: Ibrahim Sunday؛ زادهٔ ۲۲ ژوئیهٔ ۱۹۴۴) بازیکن و مربی فوتبال اهل غنا بود.
از باشگاه‌هایی که در آن بازی کرده‌است می‌توان به باشگاه ورزشی وردر برمن اشاره کرد.
وی همچنین در تیم ملی فوتبال غنا بازی کرده‌است.